# Conseil du Northern Midlands
Le Conseil du Centre-Nord  est une zone d'administration locale située au nord-est de la Tasmanie en Australie.
Il est composé des villes de Longford et des villes d'Avoca, Campbell Town, Cressy, Evandale, Liffey et Perth.